# Isola di Pantelleria e area marina circostante
Isola di Pantelleria e area marina circostante este o arie protejată (arie de protecție specială avifaunistică — SPA) din Italia întinsă pe o suprafață de 15.778 ha, din care 59 % marine.

## Localizare
Centrul sitului Isola di Pantelleria e area marina circostante este situat la coordonatele 36°44′26″N 11°59′35″E / 36.740618°N 11.993013°E.

## Înființare
Situl Isola di Pantelleria e area marina circostante a fost declarat arie de protecție specială avifaunistică în iunie 2005 pentru a proteja 1 specie de plante și 49 de specii de animale.

## Biodiversitate
Situată în ecoregiunea mediteraneană, aria protejată conține 16 habitate naturale: Pante stâncoase silicioase cu vegetație casmofită, Straturi cu Posidonia (Posidonion oceanicae), Phrygana endemică cu Euphorbio-Verbascion, Pseudostepă cu ierburi și specii anuale de Thero-Brachypodietea, Faleze cu vegetație de Limonium spp. endemic de pe coastele mediteraneene, Păduri de pin mediteraneene cu pini mezogeni endemici, Peșteri marine scufundate complet sau parțial, Tufărișuri termo-mediteraneene și de pre-deșert, Matorral arborescenți cu Juniperus spp., Formațiuni scunde de Euphorbia în apropierea falezelor, Câmpuri de lavă și excavații naturale, Vegetație anuală la limita mareei, Păduri de Quercus ilex și Quercus rotundifolia, Lagune de coastă, Iazuri temporare mediteraneene, Recifuri.
La baza desemnării sitului se află mai multe specii protejate:
- plante (1): Brassica insularis
- păsări (46): fluierar de munte (Actitis hypoleucos), rață mare (Anas platyrhynchos), Apus pallidus, stârc cenușiu (Ardea cinerea), stârc roșu (Ardea purpurea), rață-cu-cap-castaniu (Aythya ferina), șorecarul comun (Buteo buteo), ciocârlie-cu-degete-scurte (Calandrella brachydactyla), fugaci mic (Calidris minuta), bătăuș (Calidris pugnax), Calonectris diomedea,  prundaș gulerat mic (Charadrius dubius), barză albă (Ciconia ciconia), barză neagră (Ciconia nigra), erete de stuf (Circus aeruginosus), porumbel gulerat (Columba palumbus), prepeliță (Coturnix coturnix), cuc (Cuculus canorus), gușă vânătă (Cyanecula svecica), egretă mică (Egretta garzetta), Falco eleonorae, șoim călător (Falco peregrinus), șoimul rândunelelor (Falco subbuteo), muscar-gulerat (Ficedula albicollis), piciorong (Himantopus himantopus), rândunică (Hirundo rustica), capîntortură (Jynx torquilla), pescăruș-cu-cap-negru (Larus melanocephalus), prigoare (Merops apiaster), gaia neagră (Milvus migrans), gaia roșie (Milvus milvus), mierlă de piatră (Monticola saxatilis), codobatura galbenă (Motacilla flava), stârc de noapte (Nycticorax nycticorax), pietrar sur (Oenanthe oenanthe), vultur pescar (Pandion haliaetus), viespar (Pernis apivorus), cormoran mare (Phalacrocorax carbo), Phoenicopterus ruber, codroșul de pădure (Phoenicurus phoenicurus), mărăcinar (Saxicola rubetra), Sylvia sarda, silvie de tufiș (Sylvia undata), fluierar cu picioare verzi (Tringa nebularia), fluierarul de zăvoi (Tringa ochropus), pupăză (Upupa epops)
- mamifere (2): foca-călugăr (Monachus monachus), liliacul mic cu potcoavă (Rhinolophus hipposideros)
- reptile (1): țestoasă bănățeană (Testudo hermanni)

Pe lângă speciile protejate, pe teritoriul sitului au mai fost identificate 98 de specii de plante, 2 specii de păsări, 1 specie de mamifere, 64 de specii de nevertebrate, 2 specii de reptile.